# Sintonía FM
Sintonía FM fue una estación radial chilena que se encontraba ubicada en el 106.9 MHz del dial FM en Santiago de Chile, nació como una sociedad entre Antonio Vodanovic, Ernesto Clavería Guevara y Jorge Saint-Jean Domic. En 1988 pasó a ser propiedad de Uros Domic Bezic.

## Historia
Radio Sintonía comenzó sus transmisiones en agosto de 1984 en reemplazo de Radio Novísima FM (1983-1984) que se dedicaba a la música popular. Con cuatro locutores muy populares en esa época como Antonio Vodanovic, Raquel Argandoña, John Smith y la ecuatoriana Betty Pino desde Miami, quienes eran las principales voces de esta emisora, que a partir de 1988 se dedicó a la música llamada "del recuerdo", principalmente oldies y latina (entre las décadas de los '50 y '70).
A fines de 2006, Copesa adquiere el 106.9 MHz, generando el cese de la emisora; dando paso en enero de 2007 a la emisora Club FM y en marzo de 2008 a Paula FM.

## Locutores
- Antonio Vodanovic (1984-1986)
- Raquel Argandoña (1984-1985)
- John Smith (1984-1985)
- Betty Pino (1984-1985)
- Max Cañellas (1984-1986)
- Roberto Sáez (1984-1986)
- Juan Alberto Sepúlveda Quezada (1985-1986)
- Eduardo Irribarra (1985-2001)
- Sergio Pasarín (1986-1990)
- Augusto Gatica Soto (1988-2003)
- Gerardo Bastidas (1988-2003)
- Mario Pesce (1988-2003)
- Julio Pérez Sánchez (1989-1999)
- Jorge Ramírez Heredia (1989-2003)
- René Bruna (1989-2003)
- Juan Alberto Clunes (1989-2003)
- Benjamín Benzaquén (2000)
- Carlos Sapag (2004)
- Carlos Alberto Bravo (2005-2006)
- Eduardo "Ítalo" Mella (2005-2006)
- Marcelo Vega (2005-2006)
- Gerardo Jorquera Ibarra (2003-2006)

## Eslóganes
- Sintonía FM 106.9, a la derecha del dial (1988-2003)
- Sintonía FM 106.9, un estilo en la frecuencia (1988-1990)
- La amistad musical
- La gran compañía
- Música para enamorar... Música para enamorados (1990-2003)

## Frecuencias anteriores
- 106.9 MHz (Santiago); disponible solo para radios comunitarias.

- Datos: Q6129392